# Yves Gilbert
Pour les articles homonymes, voir Gilbert.
Yves Marie Gilbert (né le 16 janvier 1937 à Saint-Nazaire et mort le 6 mai 2013 à Nantes) est un auteur et dessinateur français de bande dessinée qui signe ses œuvres du pseudonyme J. Lebert (jeu de mots avec son patronyme « Gilbert ») et dont la création majeure est la série Tonton Eusèbe.

## Biographie
Par ailleurs, Yves Marie Gilbert rejoint le magazine catholique pour adolescents Cœurs Vaillants en 1956. Il y crée la série des Aventures de Tonton Eusèbe en 1957, celle-ci durera jusqu'en 1966.
Par la suite il créera les séries suivantes : Pipe en Bois (1965-1971), Denis et Catherine (1969-1971), Balthazar (1973-1974) et Lepépin en 1971.
Il arrête la bande dessinée en 1977, à la suite de problèmes oculaires.